# Adam Pfaff
Johann Adam Pfaff (* 1. März 1820 in Cassel; † 23. Januar 1886 in Karlsruhe) war ein deutsch-schweizerischer Historiker, Journalist, Gymnasiallehrer und Publizist.

## Leben
Der Sohn eines Waffenschmieds besuchte die Schulen in Kassel. Er studierte ab 1843 Philologie, Philosophie und Geschichte an der Philipps-Universität Marburg und absolvierte 1848 die Staatsprüfung für die Lehrer an Gelehrtenschulen. Im selben Jahr wurde er promoviert. Pfaff war ein Anhänger der „kleindeutschen Lösung“ und arbeitete 1848/49 als Redakteur bei der von Friedrich Oetker in Cassel gegründeten Neuen Hessischen Zeitung. 1850 floh er nach Braunschweig, wo er für die Deutsche Reichs-Zeitung schrieb. Ab Herbst 1851 war er als freier Schriftsteller und Journalist im Exil in Brüssel tätig.
Ab Frühjahr 1855 unterrichtete Pfaff am Kantonsgymnasium in Schaffhausen Geschichte und Geographie, ab 1857 auch schweizerisches Staatsrecht. Gleichzeitig arbeitete er als Redakteur des Tage-Blatts für den Kanton Schaffhausen sowie als Korrespondent der Hessischen Morgenzeitung. 1862 wurde Pfaff in Schaffhausen eingebürgert. Im selben Jahr heiratete er Maria Catharina Freuler, Tochter des Johann Jakob Freuler, des Gründers und ersten Chefarztes des Spitals Schaffhausen. 1864 starb die Ehefrau kurz nach der Geburt der Tochter Maria (1864–1931).
1878 wurde er ordentlicher Professor der Geschichte am Polytechnikum Karlsruhe. Ein Jahr später wurde er Ehrenmitglied der dortigen Burschenschaft Teutonia.
Pfaff schrieb u. a. eine Deutsche Geschichte (4 Bde., 1853–1864).

## Schriften
- Antiquitatum Homericarum particula. Fischer, Cassel 1848 (Dissertation, Universität Marburg, 1848; Digitalisat).
- Das Trauerspiel in Kurhessen: Ein Beitrag zur Geschichte unserer Tage. Westermann, Braunschweig 1851 (Digitalisat).
- Deutsche Geschichte von den ältesten Zeiten bis auf die Gegenwart. 3 Bände. Westermann, Braunschweig 1853–1856.
  - Neuauflage: Deutsche Geschichte von den ältesten Zeiten bis zu Zeit des dreißigjährigen Krieges. 4 Bände. Westermann, Braunschweig 1864 (Digitalisate: 1; 2; 3; 4).
- Das Staatsrecht der alten Eidgenossenschaft bis zum 16. Jahrhundert. Hurter, Schaffhausen 1870 (Digitalisat).
- La grande nation in ihren Reden und Thaten von Anfang bis Ende des Krieges verglichen mit den Reden und Thaten des deutschen Volkes. 3 Abtheilungen. Kay, Cassel 1871/72 (Digitalisate: 1; 2; 3).
- Heinrich Moser: Ein Lebensbild. Mit Mosers Bildniß und einem Plane der Schaffhauser gewerblichen Bauten am Rheine. Brodtmann, Schaffhausen 1875.
- Zur Erinnerung an Friedrich Ötker. Perthes, Gotha 1883.